# Bulgarien i olympiska sommarspelen 1972
Bulgarien deltog med 130 deltagare vid de olympiska sommarspelen 1972 i München. Totalt vann de sex guldmedaljer, tio silvermedaljer och fem bronsmedaljer.

## Medaljer

### Guld
- Georgi Kostadinov - Boxning, flugvikt.
- Petar Kirov - Brottning, fristil, flugvikt.
- Georgi Markov - Brottning, grekisk-romersk, fjädervikt.
- Norair Norikian - Tyngdlyftning, fjädervikt 60 kg.
- Jordan Bikov - Tyngdlyftning, mellanvikt 75 kg.
- Andon Nikolov - Tyngdlyftning, mellantungvikt 90 kg.

### Silver
- Angel Angelov - Boxning, lätt weltervikt.
- Ognjan Nikolov - Brottning, fristil, lätt flugvikt.
- Osman Duraliev - Brottning, fristil, supertungvikt.
- Stojan Apostolov - Brottning, grekisk-romersk, lättvikt.
- Alexander Tomov - Brottning, grekisk-romersk, supertungvikt.
- Jordanka Blagoeva - Friidrott, höjdhopp.
- Diana Jorgova - Friidrott, längdhopp.
- Mladen Kutjev - Tyngdlyftning, lättvikt 67,5 kg.
- Atanas Sjopov - Tyngdlyftning, mellantungvikt 90 kg.
- Alexander Kraitsjev - Tyngdlyftning, tungvikt 110 kg.

### Brons
- Ivan Krastev - Brottning, fristil, fjädervikt.
- Stefan Angelov - Brottning, grekisk-romersk, lätt flugvikt.
- Ivanka Hristova - Friidrott, kulstötning.
- Vasilka Stoeva - Friidrott, diskuskastning.
- Fedia Damianov och Ivan Burtchin - Kanotsport, C-2 1000 meter.